# Tour de Suisse 2012
Die 76. Tour de Suisse fand vom 9. bis zum 17. Juni 2012 in neun Etappen statt.

## Teilnehmende Mannschaften
Startberechtigt waren die 18 UCI ProTeams der Saison 2012. Zusätzlich vergab der Veranstalter Wildcards an zwei UCI Professional Continental Teams.
| ProTeams (18)- AG2R La Mondiale - Astana - BMC Racing Team - Euskaltel-Euskadi - FDJ-BigMat - Garmin-Barracuda - Katusha Team - Lampre-ISD - Liquigas-Cannondale - Lotto-Belisol - Movistar Team - Omega Pharma-Quick Step - Orica-GreenEDGE - Rabobank - RadioShack-Nissan - Saxo Bank - Sky - Vacansoleil - DCM Professional Continental Teams (2)- SpiderTech-C10 - Team Type 1-Sanofi |
| |

## Etappenübersicht
Der Etappenplan wurde am 19. Juni 2011 der Öffentlichkeit präsentiert. Die insgesamt neun Etappen führen über 1398,6 km.
| Etappe | Tag      | Start und Ziel            | km    | Typ               | Etappensieger                        | Gelbes Trikot |
| ------ | -------- | ------------------------- | ----- | ----------------- | ------------------------------------ | ------------- |
| 1.     | 09. Juni | Lugano – Lugano           | 07,3  |                   | Peter Sagan (Liquigas-Cannondale)    | Peter Sagan   |
| 2.     | 10. Juni | Verbania (ITA) – Verbier  | 218,3 | Hochgebirgsetappe | Rui Costa (Movistar)                 | Rui Costa     |
| 3.     | 11. Juni | Martigny – Aarberg        | 194,7 | Flachetappe       | Peter Sagan (Liquigas-Cannondale)    | Rui Costa     |
| 4.     | 12. Juni | Aarberg – Trimbach        | 188,8 | Bergetappe        | Peter Sagan (Liquigas-Cannondale)    | Rui Costa     |
| 5.     | 13. Juni | Trimbach – Gansingen      | 192,7 | Flachetappe       | Wladimir Issaitschew (Katusha Team)  | Rui Costa     |
| 6.     | 14. Juni | Wittnau AG – Bischofszell | 198,5 | Flachetappe       | Peter Sagan (Liquigas-Cannondale)    | Rui Costa     |
| 7.     | 15. Juni | Gossau ZH – Gossau ZH     | 034,3 |                   | Fredrik Kessiakoff (Astana Pro Team) | Rui Costa     |
| 8.     | 16. Juni | Bischofszell – Arosa      | 148,2 | Hochgebirgsetappe | Michael Albasini (Orica GreenEdge)   | Rui Costa     |
| 9.     | 17. Juni | Näfels – Sörenberg        | 215,8 | Hochgebirgsetappe | Tanel Kangert (Astana Pro Team)      | Rui Costa     |

## Etappen

### 1. Etappe: Lugano – Lugano (EZF)
| Ergebnis und Gesamtklassement \| \| Fahrer \| Team \| Zeit \| \| --- \| ------------------ \| ----------------------- \| ---------- \| \| 1. \| Peter Sagan \| Liquigas-Cannondale \| 9:43 min \| \| 2. \| Fabian Cancellara \| RadioShack-Nissan \| + 0:04 min \| \| 3. \| Moreno Moser \| Liquigas-Cannondale \| + 0:07 min \| \| 4. \| Martin Elmiger \| AG2R La Mondiale \| + 0:11 min \| \| 5. \| Fredrik Kessiakoff \| Astana Pro Team \| + 0:15 min \| \| 6. \| Michael Albasini \| Orica GreenEdge \| + 0:17 min \| \| 7. \| Dario Cataldo \| Omega Pharma-Quick Step \| + 0:18 min \| \| 8. \| Roman Kreuziger \| Astana Pro Team \| + 0:19 min \| \| 9. \| Tom Slagter \| Rabobank Cycling Team \| + 0:20 min \| \| 10. \| Jakob Fuglsang \| RadioShack-Nissan \| + 0:22 min \| |                    |                         |            |
| | Fahrer             | Team                    | Zeit       |
| 1. | Peter Sagan        | Liquigas-Cannondale     | 9:43 min   |
| 2. | Fabian Cancellara  | RadioShack-Nissan       | + 0:04 min |
| 3. | Moreno Moser       | Liquigas-Cannondale     | + 0:07 min |
| 4. | Martin Elmiger     | AG2R La Mondiale        | + 0:11 min |
| 5. | Fredrik Kessiakoff | Astana Pro Team         | + 0:15 min |
| 6. | Michael Albasini   | Orica GreenEdge         | + 0:17 min |
| 7. | Dario Cataldo      | Omega Pharma-Quick Step | + 0:18 min |
| 8. | Roman Kreuziger    | Astana Pro Team         | + 0:19 min |
| 9. | Tom Slagter        | Rabobank Cycling Team   | + 0:20 min |
| 10. | Jakob Fuglsang     | RadioShack-Nissan       | + 0:22 min |

### 2. Etappe: Verbania – Verbier
|     | Fahrer               | Team              | Zeit       |
| --- | -------------------- | ----------------- | ---------- |
| 1.  | Rui Costa            | Movistar          | 6:21:13 h  |
| 2.  | Fränk Schleck        | RadioShack-Nissan | + 0:04 min |
| 3.  | Mikel Nieve          | Euskaltel-Euskadi | + 0:12 min |
| 4.  | Giampaolo Caruso     | Katusha Team      | + 0:13 min |
| 5.  | Thibaut Pinot        | FDJ-Big Mat       | + 0:13 min |
| 6.  | Nicolas Roche        | AG2R La Mondiale  | + 0:16 min |
| 7.  | Chris Anker Sørensen | Team Saxo Bank    | + 0:16 min |
| 8.  | John Gadret          | AG2R La Mondiale  | + 0:16 min |
| 9.  | Alejandro Valverde   | Movistar          | + 0:18 min |
| 10. | Roman Kreuziger      | Astana Pro Team   | + 0:22 min |

|     | Fahrer             | Team              | Zeit       |
| --- | ------------------ | ----------------- | ---------- |
| 1.  | Rui Costa          | Movistar          | 6:31:22 h  |
| 2.  | Fränk Schleck      | RadioShack-Nissan | + 0:08 min |
| 3.  | Roman Kreuziger    | Astana Pro Team   | + 0:15 min |
| 4.  | Thibaut Pinot      | FDJ-Big Mat       | + 0:19 min |
| 5.  | Nicolas Roche      | AG2R La Mondiale  | + 0:21 min |
| 6.  | Thomas Lövkvist    | Sky ProCycling    | + 0:21 min |
| 7.  | Alejandro Valverde | Movistar          | + 0:23 min |
| 8.  | John Gadret        | AG2R La Mondiale  | + 0:24 min |
| 9.  | Mikel Nieve        | Euskaltel-Euskadi | + 0:26 min |
| 10. | Tom Danielson      | Garmin-Barracuda  | + 0:29 min |

### 3. Etappe: Martigny – Aarberg
|     | Fahrer               | Team                | Zeit       |
| --- | -------------------- | ------------------- | ---------- |
| 1.  | Peter Sagan          | Liquigas-Cannondale | 4:35:32 h  |
| 2.  | Baden Cooke          | Orica GreenEdge     | + 0 min    |
| 3.  | Ben Swift            | Sky ProCycling      | + 0 min    |
| 4.  | Jacopo Guarnieri     | Astana Pro Team     | + 0:03 min |
| 5.  | Allan Davis          | Orica GreenEdge     | + 0:03 min |
| 6.  | Jauheni Hutarowitsch | FDJ-Big Mat         | + 0:03 min |
| 7.  | Lloyd Mondory        | AG2R La Mondiale    | + 0:03 min |
| 8.  | Tyler Farrar         | Garmin-Barracuda    | + 0:03 min |
| 9.  | Daniele Colli        | Team Type 1-Sanofi  | + 0:03 min |
| 10. | Marcus Burghardt     | BMC Racing Team     | + 0:03 min |

|     | Fahrer             | Team              | Zeit       |
| --- | ------------------ | ----------------- | ---------- |
| 1.  | Rui Costa          | Movistar          | 11:06:57 h |
| 2.  | Fränk Schleck      | RadioShack-Nissan | + 0:08 min |
| 3.  | Roman Kreuziger    | Astana Pro Team   | + 0:15 min |
| 4.  | Thibaut Pinot      | FDJ-Big Mat       | + 0:19 min |
| 5.  | Nicolas Roche      | AG2R La Mondiale  | + 0:21 min |
| 6.  | Thomas Lövkvist    | Sky ProCycling    | + 0:21 min |
| 7.  | Alejandro Valverde | Movistar          | + 0:23 min |
| 8.  | John Gadret        | AG2R La Mondiale  | + 0:24 min |
| 9.  | Mikel Nieve        | Euskaltel-Euskadi | + 0:26 min |
| 10. | Tom Danielson      | Garmin-Barracuda  | + 0:29 min |

### 4. Etappe: Aarberg – Trimbach
|     | Fahrer                 | Team                | Zeit      |
| --- | ---------------------- | ------------------- | --------- |
| 1.  | Peter Sagan            | Liquigas-Cannondale | 4:36:55 h |
| 2.  | José Joaquín Rojas Gil | Movistar            | + 0 min   |
| 3.  | Michael Albasini       | Orica GreenEdge     | + 0 min   |
| 4.  | Heinrich Haussler      | Garmin-Barracuda    | + 0 min   |
| 5.  | Francesco Gavazzi      | Astana Pro Team     | + 0 min   |
| 6.  | Wladimir Gussew        | Katusha Team        | + 0 min   |
| 7.  | Matteo Montaguti       | AG2R La Mondiale    | + 0 min   |
| 8.  | Wout Poels             | Vacansoleil-DCM     | + 0 min   |
| 9.  | Óscar Freire           | Katusha Team        | + 0 min   |
| 10. | Mathias Frank          | BMC Racing Team     | + 0 min   |

|     | Fahrer             | Team              | Zeit       |
| --- | ------------------ | ----------------- | ---------- |
| 1.  | Rui Costa          | Movistar          | 15:43:52 h |
| 2.  | Fränk Schleck      | RadioShack-Nissan | + 0:08 min |
| 3.  | Roman Kreuziger    | Astana Pro Team   | + 0:15 min |
| 4.  | Thibaut Pinot      | FDJ-Big Mat       | + 0:19 min |
| 5.  | Nicolas Roche      | AG2R La Mondiale  | + 0:21 min |
| 6.  | Thomas Lövkvist    | Sky ProCycling    | + 0:21 min |
| 7.  | Alejandro Valverde | Movistar          | + 0:23 min |
| 8.  | John Gadret        | AG2R La Mondiale  | + 0:24 min |
| 9.  | Mikel Nieve        | Euskaltel-Euskadi | + 0:26 min |
| 10. | Tom Danielson      | Garmin-Barracuda  | + 0:29 min |

### 5. Etappe: Trimbach – Gansingen
|     | Fahrer               | Team                | Zeit        |
| --- | -------------------- | ------------------- | ----------- |
| 1.  | Wladimir Issaitschew | Katusha Team        | 4:58:28 h   |
| 2.  | Rubén Pérez          | Euskaltel-Euskadi   | + 0 min     |
| 3.  | Salvatore Puccio     | Sky ProCycling      | + 0 min     |
| 4.  | Karsten Kroon        | Team Saxo Bank      | + 0 min     |
| 5.  | Sébastien Minard     | AG2R La Mondiale    | + 0 min     |
| 6.  | Daniel Oss           | Liquigas-Cannondale | + 0:05 min  |
| 7.  | Klaas Lodewyck       | BMC Racing Team     | + 1:50 min  |
| 8.  | Elia Viviani         | Liquigas-Cannondale | + 11:07 min |
| 9.  | Kris Boeckmans       | Vacansoleil-DCM     | + 11:07 min |
| 10. | Alessandro Bazzana   | Team Type 1-Sanofi  | + 11:07 min |

|     | Fahrer             | Team              | Zeit       |
| --- | ------------------ | ----------------- | ---------- |
| 1.  | Rui Costa          | Movistar          | 20:53:27 h |
| 2.  | Fränk Schleck      | RadioShack-Nissan | + 0:08 min |
| 3.  | Roman Kreuziger    | Astana Pro Team   | + 0:15 min |
| 4.  | Thibaut Pinot      | FDJ-Big Mat       | + 0:19 min |
| 5.  | Nicolas Roche      | AG2R La Mondiale  | + 0:21 min |
| 6.  | Thomas Lövkvist    | Sky ProCycling    | + 0:21 min |
| 7.  | Alejandro Valverde | Movistar          | + 0:23 min |
| 8.  | John Gadret        | AG2R La Mondiale  | + 0:24 min |
| 9.  | Mikel Nieve        | Euskaltel-Euskadi | + 0:26 min |
| 10. | Tom Danielson      | Garmin-Barracuda  | + 0:29 min |

### 6. Etappe: Wittnau AG – Bischofszell
|     | Fahrer             | Team                  | Zeit      |
| --- | ------------------ | --------------------- | --------- |
| 1.  | Peter Sagan        | Liquigas-Cannondale   | 4:30:08 h |
| 2.  | Ben Swift          | Sky ProCycling        | + 0 min   |
| 3.  | Allan Davis        | Orica GreenEdge       | + 0 min   |
| 4.  | Michael Albasini   | Orica GreenEdge       | + 0 min   |
| 5.  | Óscar Freire       | Katusha Team          | + 0 min   |
| 6.  | Lloyd Mondory      | AG2R La Mondiale      | + 0 min   |
| 7.  | Marco Marcato      | Vacansoleil-DCM       | + 0 min   |
| 8.  | Alessandro Bazzana | Team Type 1-Sanofi    | + 0 min   |
| 9.  | Matti Breschel     | Rabobank Cycling Team | + 0 min   |
| 10. | Francesco Gavazzi  | Astana Pro Team       | + 0 min   |

|     | Fahrer             | Team              | Zeit       |
| --- | ------------------ | ----------------- | ---------- |
| 1.  | Rui Costa          | Movistar          | 25:23:38 h |
| 2.  | Fränk Schleck      | RadioShack-Nissan | + 0:08 min |
| 3.  | Roman Kreuziger    | Astana Pro Team   | + 0:15 min |
| 4.  | Thibaut Pinot      | FDJ-Big Mat       | + 0:19 min |
| 5.  | Nicolas Roche      | AG2R La Mondiale  | + 0:21 min |
| 6.  | Thomas Lövkvist    | Sky ProCycling    | + 0:21 min |
| 7.  | Alejandro Valverde | Movistar          | + 0:23 min |
| 8.  | John Gadret        | AG2R La Mondiale  | + 0:24 min |
| 9.  | Mikel Nieve        | Euskaltel-Euskadi | + 0:26 min |
| 10. | Tom Danielson      | Garmin-Barracuda  | + 0:29 min |

### 7. Etappe: Gossau ZH – Gossau ZH (EZF)
|     | Fahrer             | Team                    | Zeit       |
| --- | ------------------ | ----------------------- | ---------- |
| 1.  | Fredrik Kessiakoff | Astana Pro Team         | 46:36 min  |
| 2.  | Fabian Cancellara  | RadioShack-Nissan       | + 0:02 min |
| 3.  | Maxime Monfort     | Orica GreenEdge         | + 0:20 min |
| 4.  | Jérémy Roy         | FDJ-Big Mat             | + 0:25 min |
| 5.  | Robert Gesink      | Rabobank Cycling Team   | + 0:27 min |
| 6.  | Tanel Kangert      | Astana Pro Team         | + 0:34 min |
| 7.  | Andreas Klöden     | RadioShack-Nissan       | + 0:38 min |
| 8.  | Rui Costa          | Movistar                | + 0:41 min |
| 9.  | Peter Velits       | Omega Pharma-Quick Step | + 0:43 min |
| 10. | Brent Bookwalter   | BMC Racing Team         | + 0:51 min |

|     | Fahrer             | Team                    | Zeit       |
| --- | ------------------ | ----------------------- | ---------- |
| 1.  | Rui Costa          | Movistar                | 26:10:55 h |
| 2.  | Roman Kreuziger    | Astana Pro Team         | + 0:50 min |
| 3.  | Robert Gesink      | Rabobank Cycling Team   | + 0:55 min |
| 4.  | Alejandro Valverde | Movistar                | + 1:04 min |
| 5.  | Fränk Schleck      | RadioShack-Nissan       | + 1:04 min |
| 6.  | Tom Danielson      | Garmin-Barracuda        | + 1:12 min |
| 7.  | Levi Leipheimer    | Omega Pharma-Quick Step | + 1:15 min |
| 8.  | Wladimir Gusew     | Katusha Team            | + 1:17 min |
| 9.  | Thomas Lövkvist    | Sky ProCycling          | + 1:22 min |
| 10. | Steven Kruijswijk  | Rabobank Cycling Team   | + 1:27 min |

### 8. Etappe: Bischofszell – Arosa

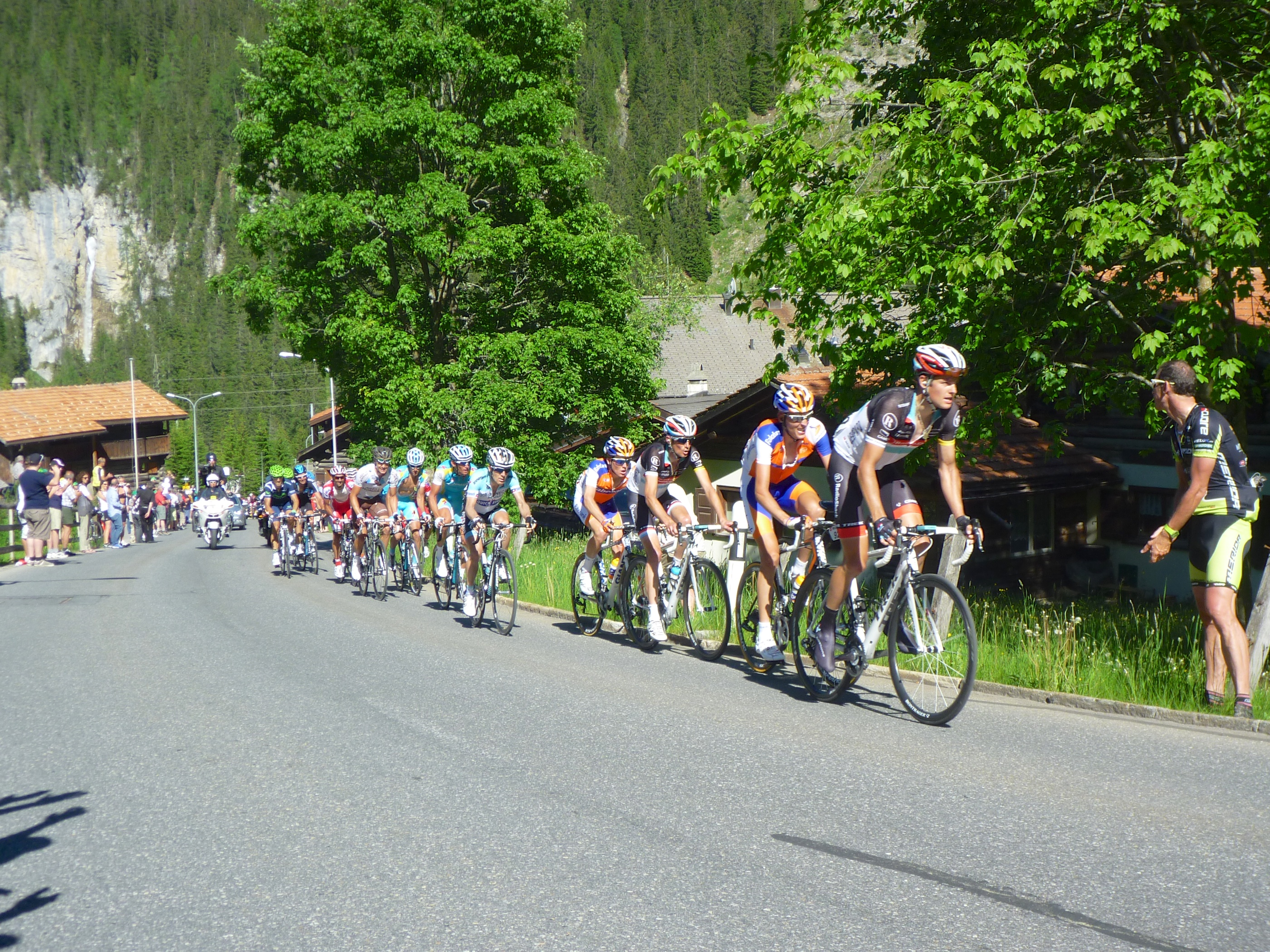
Das Fahrerfeld im Schlussaufstieg der Schanfiggerstrasse von Litzirüti nach Arosa

|     | Fahrer            | Team                    | Zeit       |
| --- | ----------------- | ----------------------- | ---------- |
| 1.  | Michael Albasini  | Liquigas-Cannondale     | 3:45:39 h  |
| 2.  | Mikel Nieve       | Euskaltel-Euskadi       | + 1:15 min |
| 3.  | Levi Leipheimer   | Omega Pharma-Quick Step | + 1:15 min |
| 4.  | Fränk Schleck     | RadioShack-Nissan       | + 1:15 min |
| 5.  | Robert Gesink     | Rabobank Cycling Team   | + 1:36 min |
| 6.  | Thibaut Pinot     | FDJ-Big Mat             | + 1:36 min |
| 7.  | Tom Danielson     | Garmin-Barracuda        | + 1:36 min |
| 8.  | Steven Kruijswijk | Rabobank Cycling Team   | + 1:39 min |
| 9.  | Roman Kreuziger   | Astana Pro Team         | + 1:57 min |
| 10. | Jakob Fuglsang    | RadioShack-Nissan       | + 1:57 min |

|     | Fahrer             | Team                    | Zeit       |
| --- | ------------------ | ----------------------- | ---------- |
| 1.  | Rui Costa          | Movistar                | 29:58:39 h |
| 2.  | Fränk Schleck      | RadioShack-Nissan       | + 0:14 min |
| 3.  | Levi Leipheimer    | Omega Pharma-Quick Step | + 0:21 min |
| 4.  | Robert Gesink      | Rabobank Cycling Team   | + 0:25 min |
| 5.  | Mikel Nieve        | Euskaltel-Euskadi       | + 0:40 min |
| 6.  | Roman Kreuziger    | Astana Pro Team         | + 0:42 min |
| 7.  | Tom Danielson      | Garmin-Barracuda        | + 0:43 min |
| 8.  | Steven Kruijswijk  | Rabobank Cycling Team   | + 1:01 min |
| 9.  | Alejandro Valverde | Movistar                | + 1:04 min |
| 10. | Thibaut Pinot      | FDJ-Big Mat             | + 1:13 min |

### 9. Etappe: Näfels – Sörenberg
|     | Fahrer               | Team                  | Zeit       |
| --- | -------------------- | --------------------- | ---------- |
| 1.  | Tanel Kangert        | Astana Pro Team       | 5:54:22 h  |
| 2.  | Jérémy Roy           | FDJ-Big Mat           | + 0:02 min |
| 3.  | Matteo Montaguti     | AG2R La Mondiale      | + 0:31 min |
| 4.  | Robert Kišerlovski   | Astana Pro Team       | + 1:46 min |
| 5.  | Steven Kruijswijk    | Rabobank Cycling Team | + 1:46 min |
| 6.  | Mathias Frank        | BMC Racing Team       | + 1:46 min |
| 7.  | Chris Anker Sørensen | Team Saxo Bank        | + 1:46 min |
| 8.  | Fränk Schleck        | RadioShack-Nissan     | + 1:48 min |
| 9.  | Robert Gesink        | Rabobank Cycling Team | + 1:48 min |
| 10. | Rui Costa            | Movistar              | + 1:48 min |

|     | Fahrer             | Team                    | Zeit       |
| --- | ------------------ | ----------------------- | ---------- |
| 1.  | Rui Costa          | Movistar                | 35:54:49 h |
| 2.  | Fränk Schleck      | RadioShack-Nissan       | + 0:14 min |
| 3.  | Levi Leipheimer    | Omega Pharma-Quick Step | + 0:21 min |
| 4.  | Robert Gesink      | Rabobank Cycling Team   | + 0:25 min |
| 5.  | Mikel Nieve        | Euskaltel-Euskadi       | + 0:40 min |
| 6.  | Roman Kreuziger    | Astana Pro Team         | + 0:47 min |
| 7.  | Tom Danielson      | Garmin-Barracuda        | + 0:48 min |
| 8.  | Steven Kruijswijk  | Rabobank Cycling Team   | + 0:59 min |
| 9.  | Alejandro Valverde | Movistar                | + 1:42 min |
| 10. | Nicolas Roche      | AG2R La Mondiale        | + 1:52 min |

## Gesamtwertung und Spezialwertungen
Die Tabelle zeigt den Führenden in der jeweiligen Wertung nach der jeweiligen Etappe an.
| Etappe    | Gesamtwertung | Punktewertung | Bergwertung          | Bester Schweizer  | Teamwertung         |
| --------- | ------------- | ------------- | -------------------- | ----------------- | ------------------- |
| 1. Etappe | Peter Sagan   | Peter Sagan   | nicht vergeben       | Fabian Cancellara | Liquigas-Cannondale |
| 2. Etappe | Rui Costa     | Peter Sagan   | Fränk Schleck        | Mathias Frank     | Astana Pro Team     |
| 3. Etappe | Rui Costa     | Peter Sagan   | Fränk Schleck        | Mathias Frank     | RadioShack-Nissan   |
| 4. Etappe | Rui Costa     | Peter Sagan   | Fränk Schleck        | Mathias Frank     | Astana Pro Team     |
| 5. Etappe | Rui Costa     | Peter Sagan   | Wladimir Issaitschew | Mathias Frank     | Euskaltel-Euskadi   |
| 6. Etappe | Rui Costa     | Peter Sagan   | Wladimir Issaitschew | Mathias Frank     | Euskaltel-Euskadi   |
| 7. Etappe | Rui Costa     | Peter Sagan   | Wladimir Issaitschew | Mathias Frank     | Euskaltel-Euskadi   |
| 8. Etappe | Rui Costa     | Peter Sagan   | Michael Albasini     | Mathias Frank     | Euskaltel-Euskadi   |
| 9. Etappe | Rui Costa     | Peter Sagan   | Matteo Montaguti     | Mathias Frank     | Astana Pro Team     |

## Preisgelder
Während der Tour wurden Preisgelder in einer Höhe von 160.500 € ausgeschüttet.
| Platzierung      | 1.       | 2.      | 3.      | 4.      | 5.      | 6.      | 7.      | Täglich |
| ---------------- | -------- | ------- | ------- | ------- | ------- | ------- | ------- | ------- |
| Gesamtwertung    | 18.000 € | 9.000 € | 4.500 € | 2.250 € | 1.800 € | 1.350 € | 1.350 € | 300 €   |
| Punktwertung     | 2.000 €  | 1.000 € | 0750 €  | —       | —       | —       | —       | 200 €   |
| Bergwertung      | 2.000 €  | 1.000 € | 7.500 € | —       | —       | —       | —       | 200 €   |
| Bester Schweizer | 02.000 € | —       | —       | —       | —       | —       | —       | 200 €   |

1. ↑  Die Preisgelder der Gesamtwertung sind bis zum 20. Platz gestaffelt. Für den 8. und 9. Platz erhalten die Fahrer 900 € und vom 10. bis zum 20. Platz erhält jeder Fahrer eine Prämie von 450 €.

| Platzierung         | 1.      | 2.      | 3.      | Anmerkung                            |
| ------------------- | ------- | ------- | ------- | ------------------------------------ |
| Etappenwertung      | 4.000 € | 2.000 € | 1.000 € | gestaffelt bis zum 20. Platz (100 €) |
| Zwischensprints     | 0200 €  | —       | —       | 14 Zwischensprints während der Tour  |
| Bergwertung Kat. HC | 0300 €  | —       | —       |                                      |
| Bergwertung Kat. 1  | 0250 €  | —       | —       |                                      |
| Bergwertung Kat. 2  | 0200 €  | —       | —       |                                      |
| Bergwertung Kat. 3  | 0150 €  | —       | —       |                                      |
| Bergwertung Kat. 4  | 0100 €  | —       | —       |                                      |
| Bester Schweizer    | 0200 €  | —       | —       |                                      |

Sonderwertungen:
- Auf der 2. Etappe Sprint Città di Domodos sola für den ersten 1.000 €, für den zweiten 300 € und für den dritten 200 €.